# Élections sénatoriales de 2020 dans la Somme
Les élections sénatoriales de 2020 dans la Somme ont lieu le dimanche 27 septembre 2020. Elles ont pour but d'élire les trois sénateurs représentant le département au Sénat pour un mandat de six années.

## Contexte départemental
Lors des élections sénatoriales de 2014 dans la Somme, trois sénateurs ont été élus : Daniel Dubois (UDI), Jérôme Bignon (UMP, membre de Agir depuis 2017) et Christian Manable (PS).
Depuis, tous les effectifs du collège électoral des grands électeurs ont été renouvelés, avec les élections départementales de 2015, les élections régionales de 2015, les élections législatives de 2017 et les élections municipales de 2020.

## Sénateurs sortants
| Sénateur | Sénateur          | Parti | Fonctions lors de l'élection en 2014 |
| -------- | ----------------- | ----- | ------------------------------------ |
|          | Christian Manable | PS    | Président du conseil général         |
|          | Jérôme Bignon     | Agir  | Conseiller général                   |
|          | Daniel Dubois     | UDI   | Sénateur sortant, conseiller général |

## Présentation des candidats
Les nouveaux représentants sont élus pour une législature de 6 ans au suffrage universel indirect par les grands électeurs du département. Dans la Somme, les trois sénateurs sont élus au scrutin proportionnel plurinominal. Chaque liste de candidats est obligatoirement paritaire et alterne entre les hommes et les femmes. 

### Union de la gauche
| N° | Candidats | Candidats           | Parti | Principales fonctions                                                                                              |
| -- | --------- | ------------------- | ----- | --- |
| 01 |           | Rémi Cardon         | PS    | Conseiller municipal de Camon                                                                                      |
| 02 |           | Nicole Morel        | DVG   | Maire de Friville-Escarbotin                                                                                       |
| 03 |           | René Lognon         | PCF   | Conseiller départemental Conseiller municipal de Flixecourt Président de la Communauté de communes Nièvre et Somme |
|    |           |                     |       | |
| 04 |           | Josiane Hérouart    | PS    | Adjointe au maire de Roye                                                                                          |
| 05 |           | Jean-Jacques Stoter | LRDG  | Conseiller départemental Maire de Briquemesnil-Floxicourt                                                          |

La liste reçoit le soutien de Christian Manable (sénateur PS sortant) et de Europe Écologie Les Verts.

### Sans étiquette
| N° | Candidats | Candidats            | Parti | Principales fonctions         |
| -- | --------- | -------------------- | ----- | ----------------------------- |
| 01 |           | Benoît Mercuzot      | LREM  | Conseiller municipal d'Amiens |
| 02 |           | Geneviève Lebailly   | DVG   | Maire de Senlis-le-Sec        |
| 03 |           | Jean-Marie Snauwaert | DVG   | Maire de Quesnoy-sur-Airaines |
|    |           |                      |       |                               |
| 04 |           | Aline Sprysch        | DVG   | Maire de Douilly              |
| 05 |           | Antoine Chivot       | DVG   |                               |

La liste reçoit le soutien de Marcel Deneux (sénateur UDF puis MoDem de 1995 à 2014).

### Divers droite
| N° | Candidats | Candidats         | Parti | Principales fonctions              |
| -- | --------- | ----------------- | ----- | ---------------------------------- |
| 01 |           | Patrice Boucher   | DVD   | Conseiller municipal de Longueau   |
| 02 |           | Élodie Boucher    | DVD   |                                    |
| 03 |           | Alexis Boucher    | DVD   |                                    |
|    |           |                   |       |                                    |
| 04 |           | Corinne Fovet     | DVD   | Conseillère municipale de Longueau |
| 05 |           | Christophe Chatel | DVD   | Conseiller municipal de Longueau   |

### Union des démocrates et indépendants
| N° | Candidats | Candidats          | Parti | Principales fonctions               |
| -- | --------- | ------------------ | ----- | ----------------------------------- |
| 01 |           | Stéphane Demilly   | UDI   | Député                              |
| 02 |           | Anne-Marie Dorion  | UDI   | Maire de Neufmoulin                 |
| 03 |           | Patrick Desseaux   | UDI   | Maire de Thézy-Glimont              |
|    |           |                    |       |                                     |
| 04 |           | Marjorie Delaporte | UDI   | Maire d'Armancourt                  |
| 05 |           | Jannick Lefeuvre   | UDI   | Maire de Lafresguimont-Saint-Martin |

La liste reçoit le soutien de Xavier Bertrand (président du conseil régional des Hauts-de-France) et de Daniel Dubois (sénateur UDI sortant).

### Les Républicains
| N° | Candidats | Candidats                | Parti | Principales fonctions                                     |
| -- | --------- | ------------------------ | ----- | --------------------------------------------------------- |
| 01 |           | Laurent Somon            | LR    | Président du conseil départemental                        |
| 02 |           | Isabelle de Waziers      | LR    | Maire de Lignières-en-Vimeu                               |
| 03 |           | Georges Dufour           | DVD   | Maire de Saveuse                                          |
|    |           |                          |       |                                                           |
| 04 |           | Françoise Maille-Barbare | DVD   | Conseillère départementale, maire de Rosières-en-Santerre |
| 05 |           | Alain Baillet            | DVD   | Maire de Fort-Mahon-Plage                                 |

La liste reçoit le soutien de Jérôme Bignon (sénateur Agir sortant).

### Divers droite
| N° | Candidats | Candidats                | Parti | Principales fonctions |
| -- | --------- | ------------------------ | ----- | --------------------- |
| 01 |           | Jean-Marie Desachy       | RES   |                       |
| 02 |           | Sabine Lesne-Allan       | DVD   |                       |
| 03 |           | Christophe Grizard       | DVD   |                       |
|    |           |                          |       |                       |
| 04 |           | Colette Poiret-Bourgeois | DVD   |                       |
| 05 |           | Morgan Quesnel           | DVD   |                       |

### Rassemblement national
| N° | Candidats | Candidats          | Parti | Principales fonctions                                            |
| -- | --------- | ------------------ | ----- | ---------------------------------------------------------------- |
| 01 |           | Patricia Chagnon   | RN    | Conseillère régionale, conseillère municipale d'Abbeville        |
| 02 |           | Jean-Paul Dubrulle | RN    | Conseiller municipal de Longpré-les-Corps-Saints                 |
| 03 |           | Patricia Wybo      | RN    | Conseillère départementale, conseillère municipale de La Vicogne |
|    |           |                    |       |                                                                  |
| 04 |           | Thibault Cottel    | RN    |                                                                  |
| 05 |           | Valérie Muselet    | RN    |                                                                  |

## Résultats
| Tête de liste                                                                             | Tête de liste            | Liste                                | Voix  | %     | Sièges |  |
| ----------------------------------------------------------------------------------------- | ------------------------ | ------------------------------------ | ----- | ----- | ------ |  |
|                                                                                           | Stéphane Demilly         | Union des démocrates et indépendants | 576   | 32,60 | 1      |  |
| La Somme des envies                                                                       |                          |                                      | 576   | 32,60 | 1      |  |
|                                                                                           | Laurent Somon            | Les Républicains                     | 498   | 28,18 | 1      |  |
| Somme Majorité Sénatoriale                                                                |                          |                                      | 498   | 28,18 | 1      |  |
|                                                                                           | Rémi Cardon              | Union de la gauche (PS - PCF - LRDG) | 384   | 21,73 | 1      |  |
| La Somme a de l'avenir                                                                    |                          |                                      | 384   | 21,73 | 1      |  |
|                                                                                           | Benoît Mercuzot          | Divers centre (LREM)                 | 201   | 11,38 | 0      |  |
| Nos communes au cœur                                                                      |                          |                                      | 201   | 11,38 | 0      |  |
|                                                                                           | Patricia Chagnon         | Rassemblement national               | 57    | 3,23  | 0      |  |
| Liste localiste présentée par le Rassemblement national pour le rééquilibrage territorial |                          |                                      | 57    | 3,23  | 0      |  |
|                                                                                           | Jean-Marie Desachy       | Divers (RES)                         | 32    | 1,81  | 0      |  |
| Stop Éoliennes 80                                                                         |                          |                                      | 32    | 1,81  | 0      |  |
|                                                                                           | Patrice Boucher          | Divers                               | 19    | 1,08  | 0      |  |
| Agir en Somme                                                                             |                          |                                      | 19    | 1,08  | 0      |  |
|                                                                                           |                          |                                      |       |       |        |  |
| Votes valides                                                                             | Votes valides            | Votes valides                        | 1 767 | 97,84 |        |  |
| Votes blancs                                                                              | Votes blancs             | Votes blancs                         | 14    | 0,78  |        |  |
| Votes nuls                                                                                | Votes nuls               | Votes nuls                           | 25    | 1,38  |        |  |
| Total                                                                                     | Total                    | Total                                | 1 806 | 100   | 3      |  |
| Abstention                                                                                | Abstention               | Abstention                           | 18    | 0,99  |        |  |
| Inscrits / participation                                                                  | Inscrits / participation | Inscrits / participation             | 1 824 | 99,01 |        |  |

## Inscriptions aux groupes parlementaires
| Sénateur | Sénateur         | Parti | Groupe                                |
| -------- | ---------------- | ----- | ------------------------------------- |
|          | Rémi Cardon      | PS    | Socialiste, écologiste et républicain |
|          | Stéphane Demilly | UDI   | Union centriste                       |
|          | Laurent Somon    | LR    | Les Républicains                      |